# Lucid

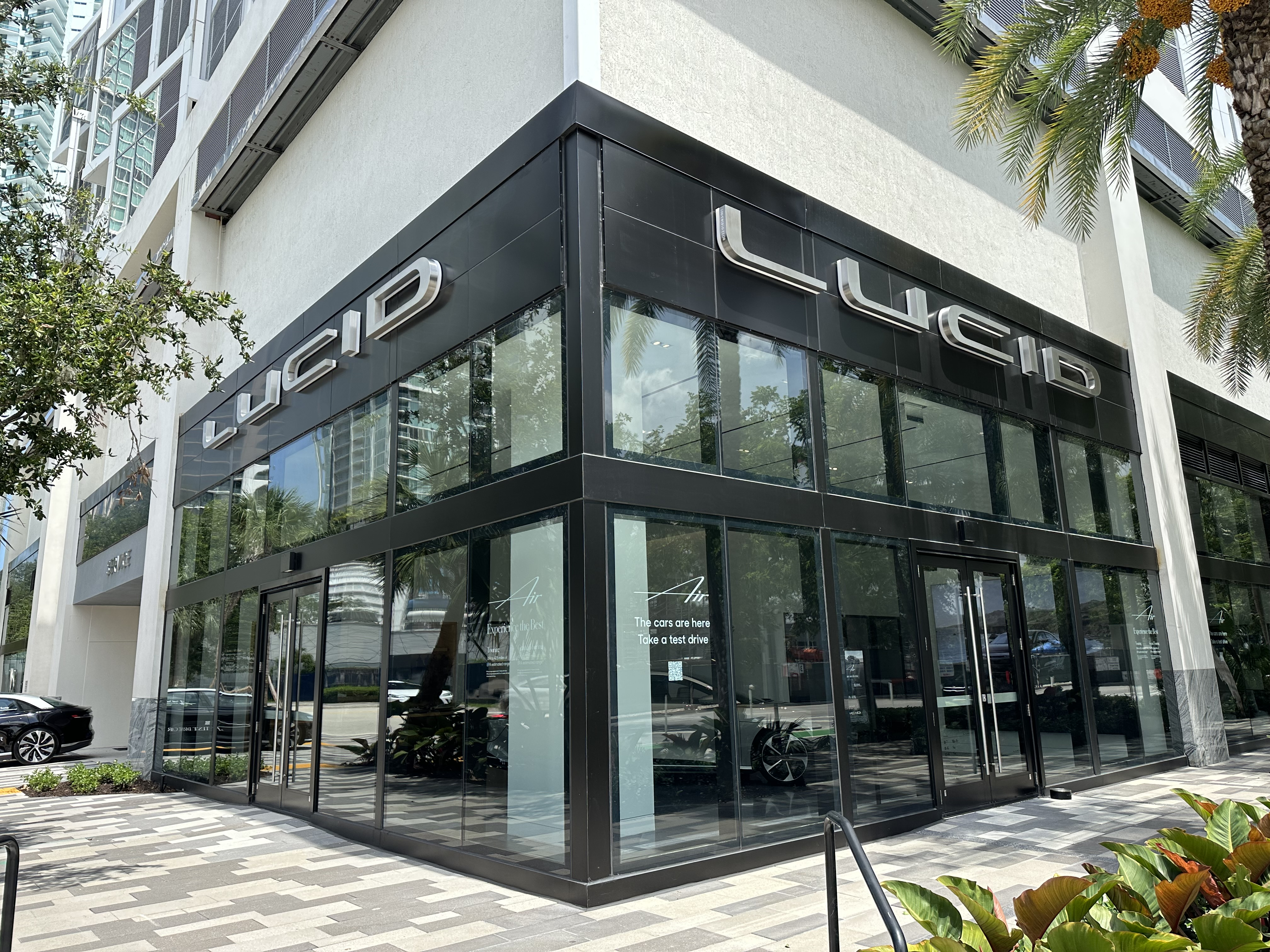
Lucid Studio в Miami Worldcenter, Майами

Lucid Group, Inc. — американский производитель электромобилей, созданный в 2007 году в Калифорнийском Ньюарке, наиболее известный седаном премиум-класса электромобилем Lucid Air.

## История и перспективы развития  компании
Lucid Motors — это американский производитель электромобилей, основанный в 2007 году. Компания известна своим седаном премиум-класса Lucid Air. Вот краткий обзор истории и перспектив развития компании:
Lucid Motors была создана с поддержкой китайской инвестиционной компании Tsinghua Holdings.
Первый серийный электромобиль был представлен в 2014 году.
В сентябре 2018 года компания начала переговоры с государственным инвестиционным фондом Саудовской Аравии о финансировании на сумму более $1 млрд.
Основная часть финансирования, $700 млн, была направлена на строительство завода в Каса-Гранде, штат Аризона.
В июне 2023 года Aston Martin заключила соглашение с Lucid на поставку электродвигателей и аккумуляторных систем.
Lucid Motors вышла на биржу Nasdaq через слияние с SPAC-компанией Churchill Capital Corp IV, что должно помочь запустить серийное производство первого электромобиля компании.
Компания уже построила более 100 версий авто на своем заводе в Аризоне.
Lucid Air, первоначально названный Atieva Atvus, был представлен в декабре 2016 года и стал доступен примерно через два года.
Электромобиль имеет полный привод и мощность от 900 до 1111 л.с., с максимальной скоростью до 270 км/ч.

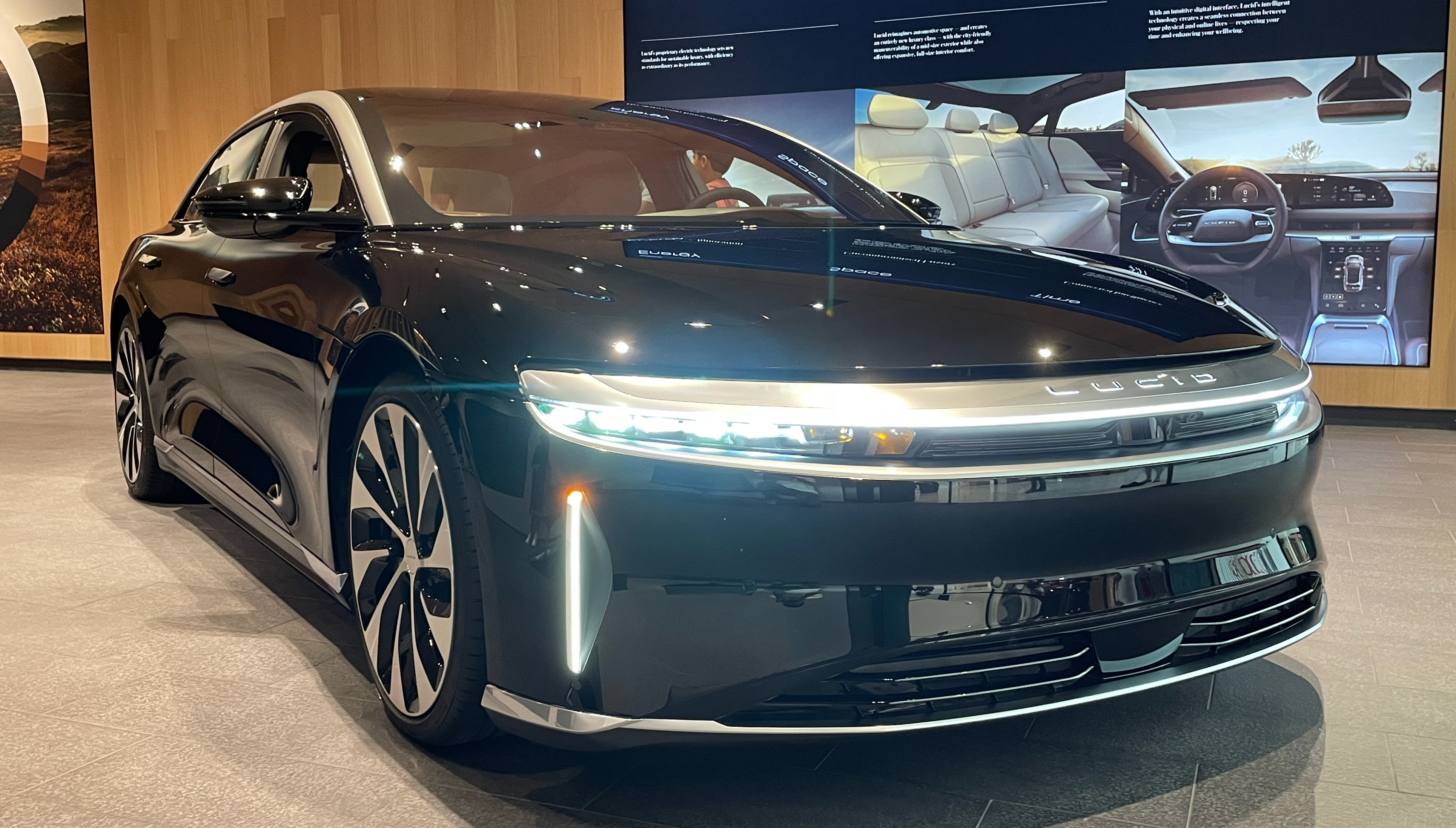

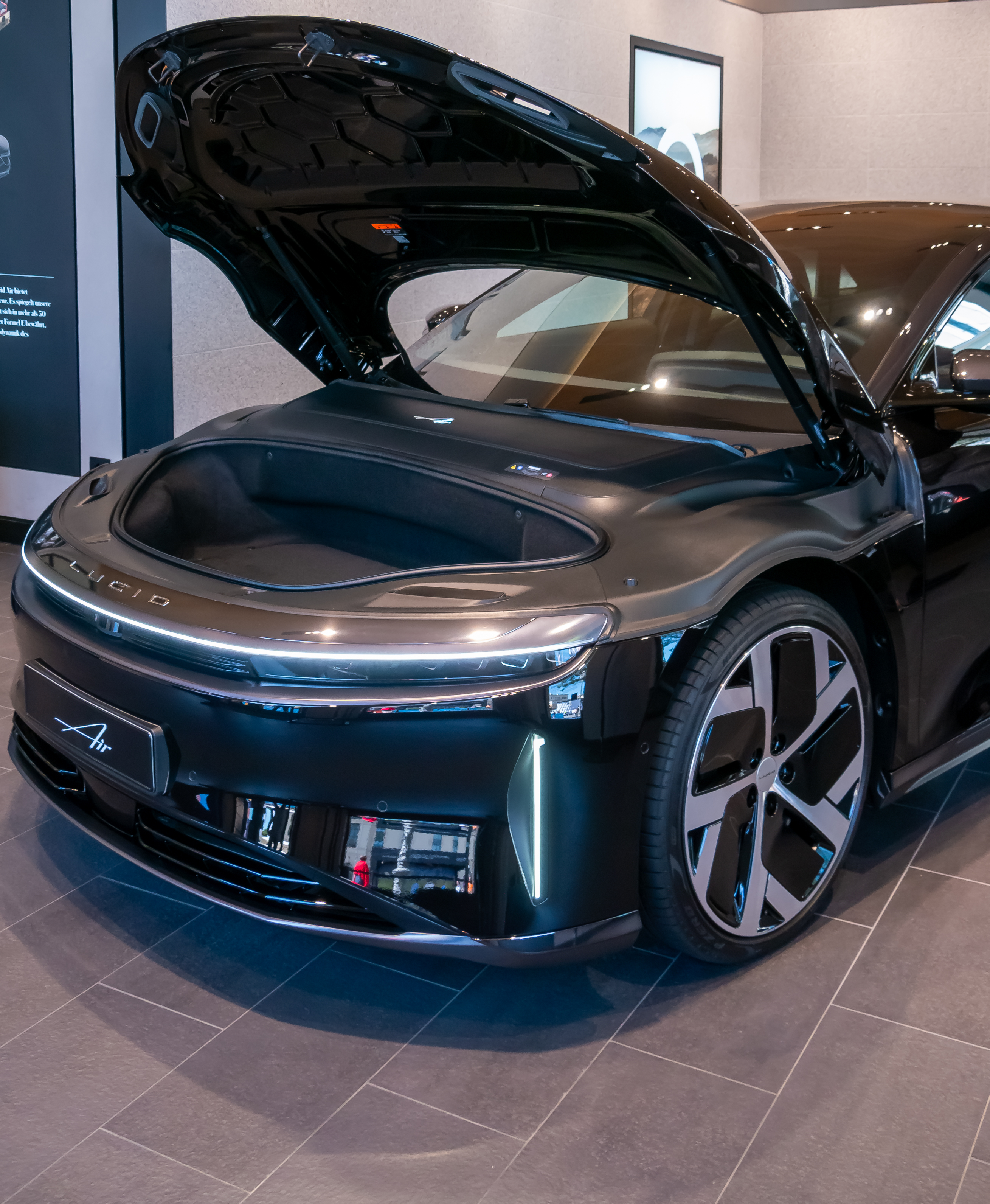

Эти данные отражают ключевые моменты в истории Lucid Motors и дают представление о том, как компания развивается и адаптируется к меняющемуся рынку электромобилей.
Lucid Motors активно работает над расширением своего присутствия на мировом рынке. Вот некоторые из их планов.
Европейский дебют: Lucid Motors планирует выход на европейский рынок в 2024 году с дебютом трех новых моделей электромобилей.
Новые версии электромобилей: Компания представила две новые версии своего электрического седана Air, что может укрепить их позиции на международном уровне.
Расширение производства: Lucid Motors объявила о расширении своего завода AMP-1, что позволит увеличить объёмы производства и ассортимент продукции3.
Производство в Саудовской Аравии: Компания получила разрешение на сборку электромобилей в особой экономической зоне Саудовской Аравии, что открывает возможности для увеличения производственных мощностей.
Эти шаги указывают на стремление Lucid Motors к активному расширению и укреплению своего присутствия на глобальном рынке электромобилей.
Lucid Motors предпринимает ряд шагов, чтобы конкурировать с Tesla и другими производителями электромобилей:
Финансирование и расширение: Lucid Motors успешно вышла на биржу и привлекла значительные инвестиции, что позволило компании наращивать производство и планировать выпуск новых моделей.
Новые модели: Компания планирует выпустить седан Air, который будет конкурировать с Tesla Model S, а также разрабатывает электрический внедорожник Gravity1. Кроме того, Lucid Motors намерена предложить конкурента Tesla Model 3 к 2025 году.
Технологические инновации: Lucid Motors привлекла бывшего ведущего инженера Tesla для разработки своего электрического седана, что подчеркивает их стремление к инновациям и качеству.
Капитализация: Компания достигла значительной капитализации, превысив стоимость таких автопроизводителей, как Ford и General Motors, что говорит о её потенциале и доверии инвесторов.
Рыночная стратегия Lucid Motors заявила о намерении конкурировать с бестселлерами Tesla, планируя выпуск более бюджетных автомобилей, которые могут составить конкуренцию Model 3 и Model Y.
Эти действия отражают стратегию Lucid Motors по укреплению своих позиций на рынке электромобилей и созданию конкуренции с установленными брендами, такими как Tesla.

## Аккумуляторы
Lucid Motors активно разрабатывает и улучшает технологии аккумуляторов для своих электромобилей.
полноприводная версия Lucid Air Touring способна преодолеть на одном заряде аккумуляторов более 680 км.
Lucid использует стандарт 2170 для своих литий-ионных аккумуляторов, производимых Samsung SDI.
Инновации: Компания разрабатывает компактные, но мощные электродвигатели и оптимизирует конструкцию трансмиссии, что позволяет увеличить комфорт пассажиров и обеспечить дополнительное пространство в салоне.
Lucid стремится к использованию меньшего количества драгоценных металлов и минералов, создавая более легкие и меньшие аккумуляторные пакеты.
Формула E: Lucid также поставляла аккумуляторные пакеты для гоночных автомобилей Gen2 в Формуле E с сезона 2018–2019 до сезона 2021–2022 в сотрудничестве с McLaren Applied Technologies и Sony.

## Саудовская Аравия
Правительство Саудовской Аравии объявило 27 апреля 2022 года, что планирует закупить у Lucid Motors не менее 50 000, а возможно и до 100 000 электромобилей в течение десятилетия. Покупка является частью усилий правительства по снижению зависимости от нефти и повышению экологичности королевства. Правительство выбрало Lucid Motors, поскольку компания строит свой первый международный завод в Саудовской Аравии с целью выпуска 150 000 автомобилей в год.